# 圣埃利耶 (滨海塞纳省)
圣埃利耶（法語：Saint-Hellier，法語發音：[sɛ̃.t‿elje]）是法国滨海塞纳省的一个市镇，属于迪耶普区。

## 地理
圣埃利耶（49°43'53"N, 1°11'26"E）面积14.22 平方千米，位于法国诺曼底大区滨海塞纳省，该省份为法国北部沿海省份，其西部及北部濒大西洋英吉利海峡，东起顺时针与索姆省、瓦兹省、厄尔省和卡爾瓦多斯省接壤。
与圣埃利耶接壤的市镇（或旧市镇、城区）包括：贝朗孔布尔、勒卡特利耶、米什当、瓦勒德锡。

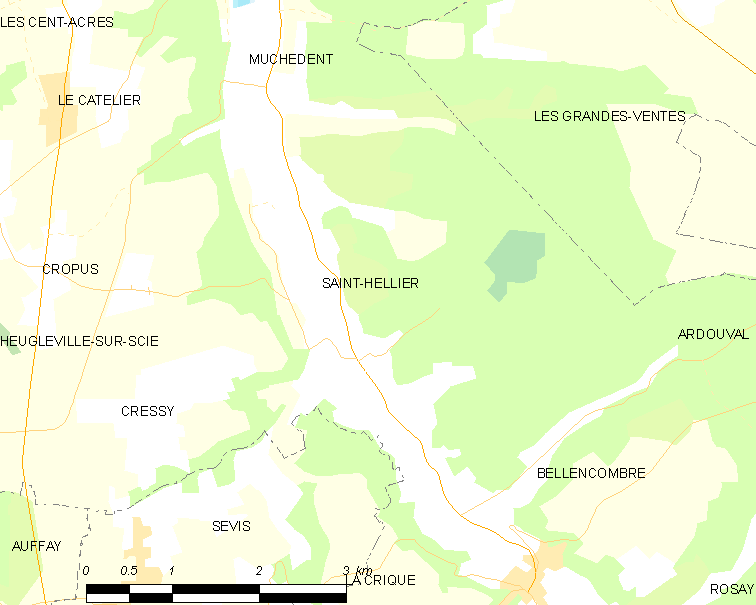
的OSM定位图

圣埃利耶的时区为UTC+01:00、UTC+02:00（夏令时）。

## 行政
圣埃利耶的邮政编码为76680，INSEE市镇编码为76588。

## 政治
圣埃利耶所属的省级选区为布赖地区讷沙泰勒县。

## 人口

1962-2008年间人口变化图示

圣埃利耶于2022年1月1日时的人口数量为517人。